# Oftia glabra
Oftia glabra är en flenörtsväxtart som beskrevs av Robert Harold Compton. Oftia glabra ingår i släktet Oftia och familjen flenörtsväxter. Inga underarter finns listade i Catalogue of Life.